# Brother Ali
Brother Ali, pseudonimo di Ali Newman, in origine Jason Newman (Madison, 30 luglio 1977), è un rapper e beatmaker statunitense.

## Biografia
Jason Newman nasce a Madison, in Wisconsin, nel 1978.
Figlio di una famiglia bianca, è dalla nascita albino e ipovedente. A partire dai primi anni di scuola Jason viene subito preso in giro ed emarginato dai compagni per i suoi problemi di albinismo, soprattutto da ragazzi bianchi. Inizia così a trovarsi maggiormente a proprio agio con ragazzi afroamericani. A 16 anni si converte e diventa musulmano, cambiando nome in Ali Newman (da qui lo pseudonimo Brother Ali). Crescendo sviluppa una forte passione per l'hip hop: ad ispirarlo sono i nomi più noti nella scena golden age hip hop, in particolare KRS-One e Rakim.

### Carriera
Brother Ali esordisce iniziando a collaborare con Ant degli Atmosphere, che ha curato fino ad ora la produzione di molti suoi brani. Nel 2007 rilascia un album intitolato The Undisputed Truth, album ricco di contenuti sociali, di rime molto articolate e di basi intrise di soul e di funk.
L'album Us, realizzato nel 2009, fa compiere un ulteriore passo avanti a Brother Ali. In quest'album figurano i singoli The Travelers, nel quale viene analizzata la società americana di oggi e Tight Rope, singolo in cui Ali narra della storia di un ragazzino costretto a reprimere la propria omosessualità perché schiacciato dalle aspettative della propria famiglia.

## Abilità vocale
Brother Ali è dotato di un timbro caldo e di un flow morbido.

## Controversie
Brother Ali è stato pressato dall'industria discografica a causa delle tematiche presenti nel testo di Uncle Sam Goddamn. In questa canzone egli riflette molto la società che lo circonda e critica il Governo statunitense, accusandolo di passati coinvolgimenti nel traffico di crack e di cocaina, di dimostrare una certa incapacità nel provvedere alla povertà e di come il sistema politico sia ormai assuefatto dalla guerra. 
Il video musicale mostra controverse scene di croci bruciate, linciaggio e brutalità poliziesca con scene di emblematici monumenti americani come la Casa Bianca e il Campidoglio.

## Discografia

### Album in studio
- 2000 – Rites of Passage (Rhymesayers Entertainment)
- 2003 – Shadows on the Sun (Rhymesayers)
- 2007 – The Undisputed Truth (Rhymesayers/Warner Music Group)
- 2009 – Us(Rhymesayers/Warner Music Group)
- 2012 – Mourning in America and Dreaming in Color (Rhymesayers/Warner Music Group)
- 2017 - All the Beauty in This Whole Life (Rhymesayers/Warner Music Group)
- 2019 - Secrets & Escapes (Rhymesayers)

### Mixtape
- 2007 - Off the Record (con BK-One) (Rhymesayers)
- 2013 - Left in the Deck (Rhymesayers)

### EP
- 2004 – Champion EP (Rhymesayers)
- 2009 – The Truth Is Here (Rhymesayers/Warner Music Group)
- 2012 - The Bite Marked Heart (Rhymesayers)
- 2021 - Brother Minutester, Vol .1 (Travelers Media LLC)